# Đại La
Đại La (chữ Hán: 大羅), còn có các tên gọi khác là Đại La thành, Thành Đại La, La Thành (羅城) là một thành trì, thủ phủ của An Nam đô hộ phủ thời Nhà Đường trong hai thế kỷ 8 và thế kỷ 9. Thành nằm ở vị trí giữa Thành Hà Nội và sông Tô Lịch, thuộc quận Ba Đình của Hà Nội hiện nay.
Đại La ban đầu do Trương Bá Nghi cho đắp từ năm Đại Lịch thứ 1 đời  Đường Đại Tông (767); Triệu Xương cho đắp thêm năm Trinh Nguyên thứ 7 đời Đường Đức Tông (791).
Đến năm Nguyên Hòa thứ 3 đời Đường Hiến Tông (808), Trương Chu lại sửa đắp lại năm Trường Khánh thứ 4 đời Đường Mục Tông (824), Lý Nguyên Gia dời phủ trị tới bên sông Tô Lịch, đắp một cái thành nhỏ, gọi là La Thành, sau đó Cao Biền cho đắp lại to lớn hơn.
Theo sử cũ thì La Thành do Cao Biền cho đắp có chu vi 1.982,5 trượng (≈6,6 km); thành cao 2,6 trượng (≈8,67 m), chân thành rộng 2,5 trượng (≈8,33 m), nữ tường bốn mặt cao 5,5 thước (≈1,83 m), với 55 lầu vọng địch, 6 nơi úng môn[5], 3 hào nước, 34 đường đi. Ông còn cho đắp đê vòng quanh ngoài thành dài 2.125,8 trượng (≈7,09 km), đê cao 1,5 trượng (≈5,00 m), chân đê rộng 2 trượng (≈6,66 m) và làm hơn 400.000 gian nhà.
Theo truyền thuyết, do thành xây đi xây lại vẫn bị sụt ở vùng sông Tô Lịch, Cao Biền đã cho trấn yểm tại đây để làm cho đất vững và chặn dòng long mạch của vùng đất này. Các di chỉ tìm được trong lòng sông tháng 9 năm 2001 được một số nhà nghiên cứu cho là di tích của bùa yểm này.
Năm 1010,Lý Công Uẩn tức Lý Thái Tổ ra Chiếu Dời Đô từ Hoa Lư (Ninh Bình) đến Đại La và lấy tên này làm tên thành. Cũng trong năm 1010, vua Lý Thái Tổ đổi tên phủ thành Đại La là thành Thăng Long.